# Раковски (Разградская область)
Раковски (болг. Раковски) — село в Болгарии. Находится в Разградской области, входит в общину Разград. Население составляет 2 571 человек.

## Политическая ситуация
В местном кметстве Раковски, в состав которого входит Раковски, должность кмета (старосты) исполняет Бюнят Серветов Татаров (Движение за права и свободы (ДПС)) по результатам выборов правления кметства.
Кмет (мэр) общины Разград — Денчо Стоянов Бояджиев (инициативный комитет) по результатам выборов в правление общины.